# Wojnicz
Wojnicz é um município da Polônia, na voivodia da Pequena Polônia e no condado de Tarnów. Estende-se por uma área de 8,5 km², com 3 372 habitantes, segundo os censos de 2016, com uma densidade de 396,7 hab/km².